# حدود شخصية
الحدود الشخصية عبارة عن مبادئ أو قواعد أو حدود يحددها الشخص بنفسه ليحدد لنفسه الطرق المعقولة والآمنة المسموح بها للأشخاص الآخرين أن يتصرفوا بها معه وكيف سيكون رده عندما يتعدى شخص ما هذه الحدود. ويتم بناء هذه الحدود من مزيج من المعتقدات والآراء والمواقف والخبرات السابقة والتعلم الاجتماعي.
إن هذه الحدود الشخصية تحددك كفرد، وتحدد الأشياء التي تحبها والتي تكرهها، كذلك تحدد المسافات التي تسمح بها للآخرين للاقتراب منك. وتشمل هذه الحدود الحدود المادية والعقلية والنفسية والروحية، والتي تحمل في طياتها المعتقدات والعواطف والحدس وتقدير الذات. وينظر جاك ألان إلى هذه الحدود باعتبارها طبقات تظهر في تسلسل هرمي، والتي تعكس «كافة الأسرار المتعاقبة التي ترمز إلى حالة الشخص البيولوجية والاجتماعية» بدءًا من الأشكال الأكثر بدائية وصولًا إلى الأشكال الأكثر تطورًا.
تعمل الحدود الشخصية في اتجاهين، مؤثرةً بذلك على التفاعلات الواردة والصادرة بين الأشخاص.

## الانماط
وفقًا لنينا براون، يوجد أربعة أنواع رئيسية للحدود النفسية:
- لينة - يمكن أن يندمج الشخص ذي الحدود اللينة مع حدود الأشخاص الآخرين. فيمكن بسهولة التلاعب بالشخص ذو الحدود اللينة.
- إسفنجية - يبدو الشخص الذي يتميز بحدود إسفنجية وكأنه يجمع بين الحدود اللينة والصلبة. فتسمح هذه الحدود بإحداث عدوى عاطفية أقل من الحدود اللينة ولكن أكثر من الصلبة. إن الأشخاص ذوي الحدود الإسفنجية يكونون غير واثقين مما يسمحون به في تعاملاتهم وما لا يسمحون به.
- صلبة - يتميز الشخص ذو الحدود الصلبة بأنه ذو شخصية منغلقة على نفسها وتبني حاجزًا بينها وبين الناس وبالتالي لا يستطيع أحد أن يقترب منها سواء ماديًا أو عاطفيًا. وهذا هو الحال غالبًا إذا ما تعرض الشخص لاعتداء جسدي أو عاطفي أو نفسي أو جنسي. وقد تكون الحدود الصلبة انتقائية بمعنى أنها تعتمد على الزمان أو المكان أو الظروف وعادةً ما تعتمد على خبرات سابقة سيئة في موقف مماثل.
- مرنة - تشبه إلى حد كبير الحدود الصلبة الانتقائية غير أن الشخص فيها يتمتع بمساحة تحكم أكبر. إن الشخص الذي يستطيع أن يقرر ما يسمح به وما لا يسمح به، يصبح مقاومًا للعدوى العاطفية والتلاعب، كما يصعب استغلاله.

يستخدم علاج الجشتالت التقاء/انسحاب المعلمات للإشارة إلى الحدود الشخصية، وهو الحل المثالي الذي يمكّنك من الانتقال بين الاتصال والانفصال طبقًا لمواطن الخطر المرتقبة نتيجة إما الحدود الضعيفة (والالتقاء الإجباري) أو الحدود الصلبة بشكل مفرط (الانسحاب الإجباري).

## النرجسية والحدود
وفقًا لما يراه هوتشيكس، لا يعترف الأشخاص النرجسيون أن لديهم حدودًا وأن الأشخاص الآخرين مستقلون وأنهم ليسوا امتدادًا لأنفسهم. في حين يتواجد البعض الآخر من الحدود إما لتلبية احتياجاتهم الخاصة أو قد تكون تلك الحدود غير موجودة على الإطلاق. بالنسبة لأولئك الذين يمدون النرجسيين بالدعم النرجسي، فسيتم معاملتهم باعتبارهم جزءًا من النرجسيين ويتوقع أن يرتقوا لمثل هذه التوقعات. وطبقًا لما يرد في عقل النرجسي، لا يوجد حدود بين ذات وأخرى.

## فقدان الحدود
وصف فرويد، الذي جاء بعد جوستاف لوبون، فقدان الحدود الواعية التي يمكن أن تحدث عندما يتم الإمساك بشخص ضمن حشد موحد يتحرك مسرعًا.
بعد مرور ما يقرب من قرن، شرع ستيفن بينكر في تطبيق فكرة فقدان الحدود الشخصية على التجربة الجماعية، مشيرًا إلى أن مثل هذه الحوادث قد تكون مدفوعة بالمحن المشتركة الشديدة مثل الجوع أو الخوف أو الألم، وأن مثل هذه الأساليب كانت تستخدم بشكل تقليدي لخلق أوضاع حدية في بداية ممارسة الطقوس. وقد وصف يونغ ذلك على أنه استيعاب للهوية في العقل الباطن الجماعي.
علاوةً على ذلك، يقال إن ثقافة الحفلات الصاخبة تتضمن إذابة الحدود الشخصية، والاندماج في شعور ملزم بروح الجماعة.

### في الذهان
يعتبر فقدان الحدود الشخصية وانهماك النفس في عالم شبه عام إحدى السمات الرئيسية المرتبطة بـ الذهان.
ويمكن أن ينتقل فقدان الحدود هذا بدوره من المريض إلى الطبيب، ليتسبب في نوع مؤقت من ذهان الإنقال المقابل: وقد وصف كارل روجرز بطريقة مؤثرة كيف في حالة واحدة مثل هذه «فقدت» ذاتي«بالمعنى الحرفي للكلمة...وبت مقتنعًا (وأعتقد أن ذلك لسبب ما) أنني على حافة الجنون».
حتى على نطاق أضيق، يمكن القول إنه بدون تلك الحدود تصبح هوياتنا مبعثرة - تسيطر عليها التعريفات المقدمة من الآخرين.

## إعادة بناء الحدود
بينما تعتمد العلاقة الصحية على مقدار المساحة العاطفية التي توفرها الحدود الشخصية،  فتواجه الشخصيات التي تعتمد على بعضها البعض صعوبات في وضع مثل هذه الحدود، وبالتالي تحديد وحماية هذه الحدود بفعالية قد يمثل بالنسبة لهم جزءًا حيويًا لاستعادة الصحة العقلية.
يمكن أن يساعد اختصاصيو العلاج العائلي أفراد الأسرة في تطوير حدودهم لتصبح أكثر وضوحًا، وذلك من خلال التصرف بطريقة محددة المعالم جيدًا عند معالجتهم، ورسم الخطوط، وعلاج الأجيال المختلفة في حجرات مختلفة  - وهو شيء وثيق الصلة في العائلات حيث تتسبب حالات التداخل غير الصحي في تعدي الحدود الشخصية الطبيعية.
ومع ذلك، قد يتسبب وضع الحدود في مثل هذه الحالات في حدوث انهيار سلبي، إذا كانت الحالة المرضية من الاعتماد المتبادل قد أصبحت أحد الجوانب الرئيسية للعلاقة.

## النقد
قد واجه ما أشار إليه البعض باسم حقائق بديهية في علم النفس العام والتي تنص على أن الحب يستلزم وجود حدود شخصية ثابتة بعض الانتقادات حيث أنه يعمل على إحداث نوع من الشبقية السوية - كما إنه يتجاهل الدور الذي أسماه باطاي «التجاوزات» أو «الخبرات المكتسبة في الحدود» في الحياة الجنسية.

## كتابات أخرى
- Black, Jan & Enns, Greg Better Boundaries: Owning and Treasuring Your Life 1998
- Bottke, Allison Setting Boundaries with Your Adult Children: Six Steps to Hope and Healing for Struggling Parents 2008
- Cloud, Henry & Townsend, John Boundaries Workbook: When to Say Yes When to Say No To Take Control of Your Life 1995
- Cloud, Henry & Townsend, John Boundaries with Kids 2001
- Cloud, Henry & Townsend, John Boundaries in Marriage 2002
- Linden, Anne Boundaries in Human Relationships: How to Be Separate and Connected 2008
- Katherine, Anne Boundaries - Where You End And I Begin: How To Recognize And Set Healthy Boundaries 1994
- Katherine, Anne Where to Draw the Line: How to Set Healthy Boundaries Every Day 2000
- MacKenzie, Robert J. Setting Limits with Your Strong-Willed Child : Eliminating Conflict by Establishing Clear, Firm, and Respectful Boundaries 2001
- Richardson S Cunningham M Broken Boundaries - stories of betrayal in relationships of care 2008

## وصلات خارجية
- Fear in Setting Boundaries